# الدبلوماسية السعودية
الدبلوماسية السعودية تقوم على الأعراف والقوانين الدولية وهي ما تحكم إطار الممارسة الدبلوماسية، وهي كغيرها من الدول التي أقرت باتفاقيتي فيينا للعلاقات الدبلوماسية والقنصلية، ولكن السعودية أدرجت بعض التحفظات في هذا الشأن، والتي قُبلت بمبدأ المعاملة بالمثل من بعض الدول الأخرى. كما تحرص المملكة العربية السعودية على التفاعل مع المجتمع الدولي وإقامة العلاقات مع الدول الكبرى التي تحكمها المصلحة المشتركة، وكون المملكة من الأعضاء المؤسسين للأمم المتحدة في عام 1945م يخلق صورة عن الشفافية ومدى الثقل والتأثير الذي تعكسه الدبلوماسية بالمملكة.
ويتضح من سياسة السعودية الخارجية، أنها تلتزم بالأعراف الدبلوماسية في السلم والحرب. وحتى مع ما واجهته منذ عهد المؤسس فإنها استطاعت أن تغير المواقف الدولية تجاهها بدأً بتوقيع اتفاقيات مع الجانب البريطاني، إلى عقدها اللقاء الشهير بين الملك عبدالعزيز والرئيس الأمريكي روزفلت، حيث دشن مرحلة جديدة من العلاقات الدبلوماسية المتكافئة مع الحلفاء، وهو ماسار عليه أبناء المؤسس من بعده.

## تاريخ الدبلوماسية السعودية

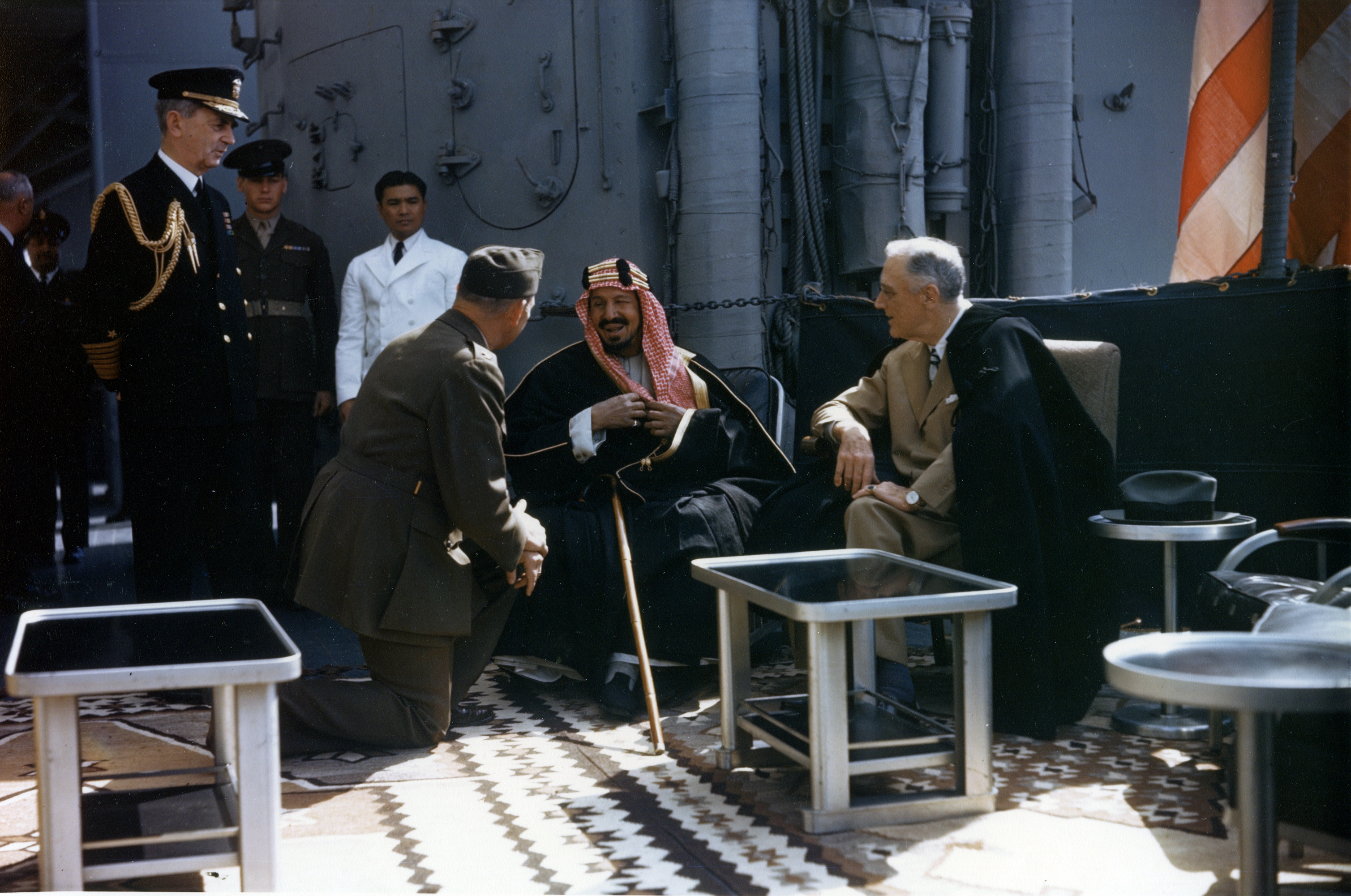
اللقاء الشهير بين الملك عبدالعزيز والرئيس الأمريكي روزفلت عام 1945م.

تخضع المملكة في ممارستها الدبلوماسية للأعراف الدولية بين الدول مع تركيزها على دعم الوحدة العربية والخليجية والإسلامية، ففي عهد الملك عبدالعزيز آل سعود أُنشئت جامعة الدول العربية في مارس 1945م، كما قامت بإنشاء رابطة العالم الإسلامي في مكة المكرمة في عام 1961م في عهد الملك سعود، ومنظمة المؤتمر الإسلامي في جدة عام 1969م في عهد الملك فيصل، وأعلنت المملكة عن قيام مجلس التعاون لدول الخليج العربية في عهد الملك خالد بن عبدالعزيز عام 1981م.
وخلال العقود الثلاثة الماضية شكلت ثلاث دوائر رئيسية حركة الدبلوماسية السعودية وهي: الدائرة العربية، الدائرة الخليجية، والدائرة الإسلامية، وتتقاطع هذه الدوائر للسياسة الخارجية السعودي على امتداد العالم.
وتوسعت الدبلوماسية السعودية مع بداية عهد الملك فهد بن عبدالعزيز في 13 يونيو 1982م، حيث طغت فترتها سياسة الوقوف مع دول الجوار فقد عقد اتفاق الطائف، وتحررت الكويت، وأيضاً ساهمت في حل مشكلة البحرين، الحفاظ على استقرار مصر.
ويعد الجهاز الدبلوماسي الأداة الفاعلة التي تبين مواقف الدولة على الساحة الدولية وهو ما يعكس صورة البلد أمام العالم الخارجي. ولذلك عندما تولى الملك عبدالله بن عبدالعزيز الحكم في أغسطس 2005م، حضر المؤتمر الموسع لسفراء المملكة العربية السعودية في الخارج في مقر وزارة الخارجية بالرياض في الفترة من 25 حتى 29 نوفمبر 2006م، وكان ضمن الحضور في هذا المؤتمر 102 من السفراء السعوديين الذين التقوا بالملك عبد الله في 26 نوفمبر نصحهم خلال اللقاء بالعناية الكاملة برعاية المملكة بالخارج، كما جمعهم لقاء بالأمير سلطان بن عبدالعزيز وتلقوا منه النصائح والتوجيهات المهمة. وراجعت المملكة خلال هذا المؤتمر السبل في التعامل مع الاحداث والمستجدات في الساحة الإقليمية والدولية.

## لائحة الوظائف الدبلوماسية
أقرت السعودية «لائحة الوظائف الدبلوماسية والجداول الملحقة بها» وبدأ العمل بها في التاسع والعشرين من شهر ديسمبر عام 2008م. وجاءت هذه الخطوة مكملة لتطور الكيان الذي يمثل المملكة في المجال الدبلوماسي، فالسعودية من بين 51 عضواً مؤسساً في منظمة الأمم المتحدة، وهي طرفاً في المواثيق الدولية والإقليمية المنظمة لعلاقات التعاون والسلم بين الدول.

## الممثليات الدبلوماسية السعودية التابعة لوزارة الخارجية
يبلغ عدد البعثات الدبلوماسية السعودية في قارة آسيا وآسيا الوسطى 37 بعثة، ووصل عددها في أوروبا وأوروبا الشرقية إلى 26 بعثة دبلوماسية، بينما بلغ عدد البعثات في الأمريكتين نحو 9 بعثات، وهناك بعثتين في قارة أستراليا، بالنسبة لقارة أفريقيا فقد وصل عدد البعثات إلى 27 بعثة. وللمملكة 6 وفود دائمين لتمثيلها في الخارج وهناك 18 قنصلية عامة سعودية وعدد من المكاتب التجارية والملحقيات الفنية.
وترتبط المملكة العربية السعودية بدول أخرى ولكن دون وجود سفارات سعودية خاصة في تلك الدول حيث يتولى الأعمال في هذه الحالة سفراء المملكة غير المقيمين. ونظراً لمكانة السعودية فنجد أغلب السفراء الأجانب والعرب المعتمدين لدى المملكة في العاصمة الرياض من كبار الدبلوماسيين أو الشخصيات البارزة في بلادهم وهو ما يسمى بالعرف الدبلوماسي سفراء كبار (senior ambassadors) والسفراء الخليجيون كلهم من الأسر الحاكمة، والسفراء من الولايات المتحدة الذين عملوا بالمملكة تكون اتصالاتهم بالرئيس الأمريكي مباشرة. وقامت السعودية بالاهتمام بالدبلوماسيين المتواجدين على أراضيها حيث أنشئت الحي الدبلوماسي الواقع في غرب العاصمة الرياض، ويعد من أكبر الأحياء الدبلوماسية في العالم وأفضلها من ناحية الخدمات والتسهيلات والإجراءات الأمنية.

## انضمام السعودية لاتفاقية فيينا للعلاقات الدبلوماسية 1961
إن المملكة العربية السعودية تسترشد في ممارستها للدبلوماسية بقواعد قانونية عرفية دولية، وخاصة ماصدر عن مؤتمر فيينا الذي أعاد ترتيب البيت الأوروبي عقب انتهاء الحروب النابليونية. والذي قد أقر تحديد مراتب المبعوثين الدبلوماسيين، ودرجاتهم، اسبقيتهم، مزاياهم، وكذلك حصاناتهم حيث امتد من سبتمبر عام 1814م حتى يونيو 1815م. وإلزامية هذه القرارات الصادرة فقط للدول المصدقة عليها من قِبل اصراف المؤتمر، ولكن الدول خارج القارة الأوروبية بما فيها المملكة. استخدمتها كنموذج استرشادي للممارسة الدبلوماسية في مجال العلاقات الدبلوماسية والقنصلية. حتى أن المملكة العربية السعودية قبل سبعة أعوام من انضمامها لاتفاقية فيينا للعلاقات الدبلوماسية أقرت ضمن نصوص أنظمتها وتشريعاتها على سبيل المثال المادة السادسة من نظام العلم الذي صدر عام 1973م.
تبلورت الممارسة في السعودية بانضمامها إلى اتفاقية فيينا للعلاقات الدبلوماسية التي أبرمت في 18 أبريل 1961م، وجرى سريان هذه الاتفاقية في المملكة بالمرسوم الملكي مافي 21/11/1400 هجرية الموافق 10/2/1981م، مع إيراد تحفظين على بنود الاتفاقية وهي:
- «إذا شكت السلطات في المملكة العربية السعودية بأن الحقيبة الدبلوماسية أو أي طرد فيها، يحتوي على مواد لا يجوز إرسالها بالحقيبة الدبلوماسية فإن لهذه السلطات أن تطلب فتح الطرد بحضورها. وبحضور ممثل تُعينه البعثة الدبلوماسية المعنية.. فإذا رفُضَ هذا الطاب، سيعاد إرسال الحقيبة أو الطرد إلى مكان القدوم».
- لن يشكل الانضمام لهذه الاتفاقية اعترافاً بإسرائيل أو يؤدي إلى أي نوع من التعامل معها أو إنشاء أي نوع من العلاقات مع إسرائيل طبقاً لهذه الاتفاقية".[7]